# Zurna

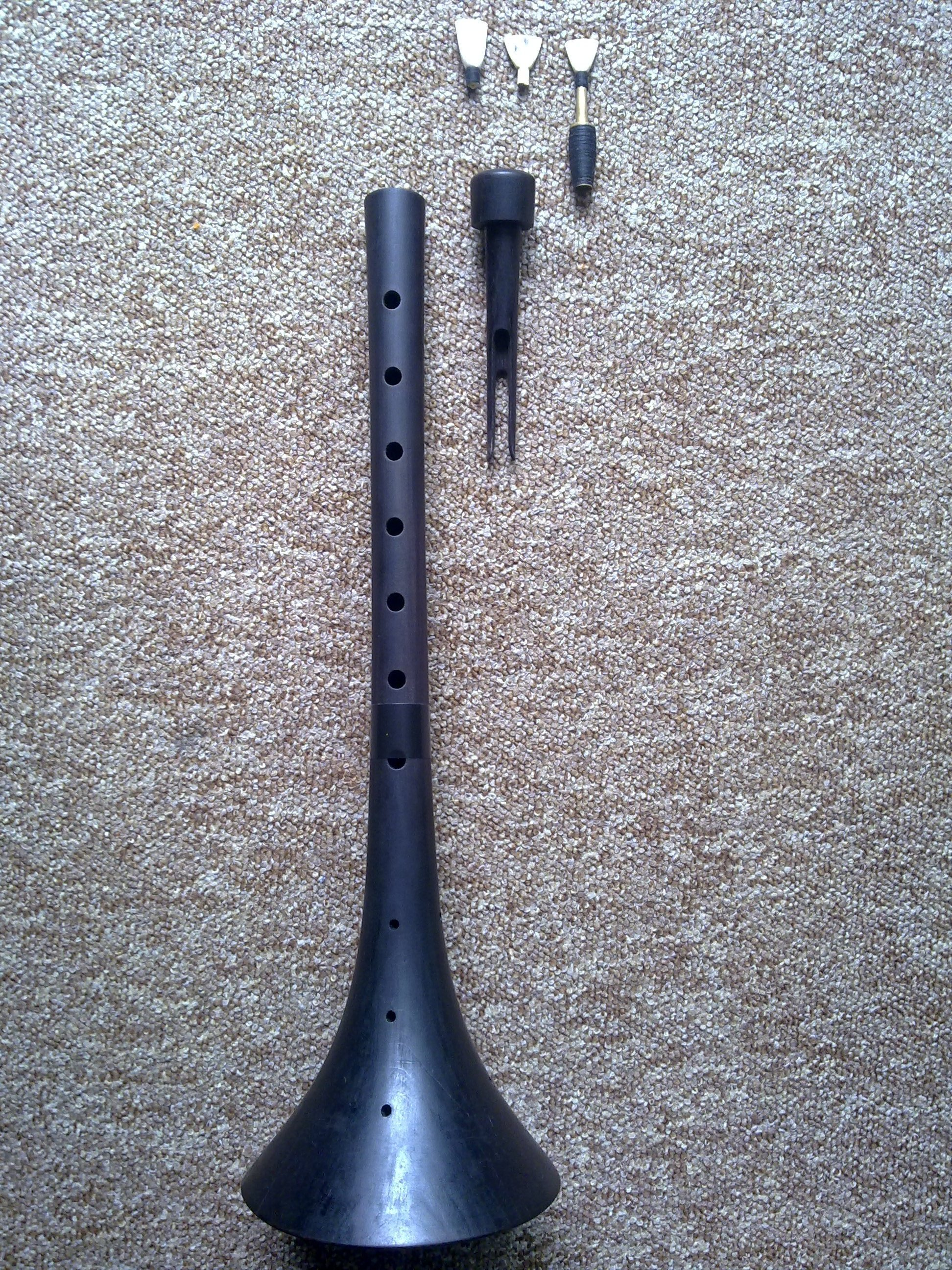
Zurna aus Grenadillholz, Zunge (dil) aus Ebenholz und (von links nach rechts) unbeschnittenes Rohrblatt (kamış), beschnittenes und verbranntes Rohrblatt und an das Rohr (boru) befestigte Rohrblatt

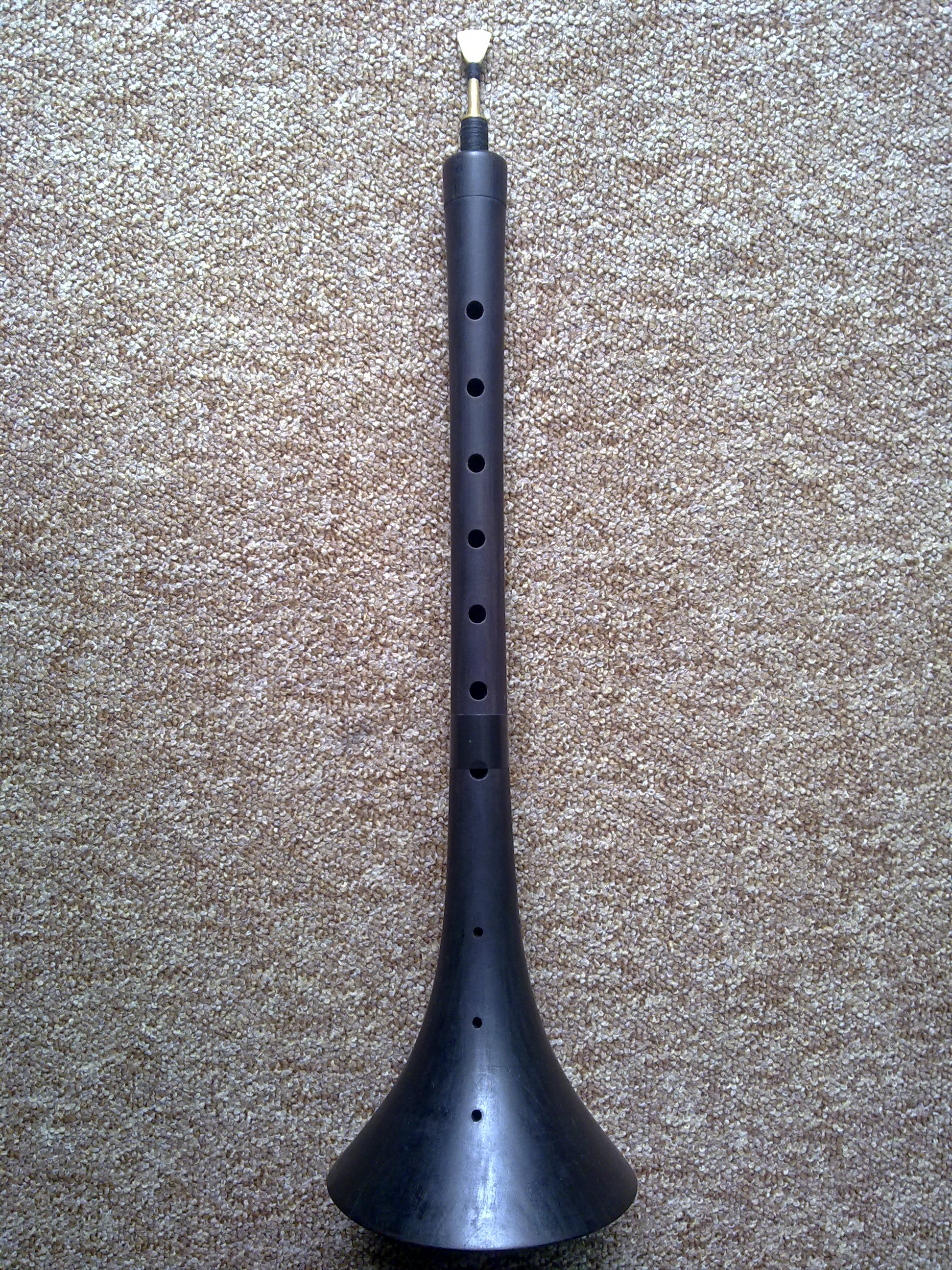
Zusammengesteckte und zum Spielen bereite Zurna

Zurna (türkisch) oder surna, osmanisch سرنا, kurdisch zirne, griechisch ζουρνάς, arabisch زرنة, DMG zurna, bezeichnet in der Türkei und in einigen Nachbarländern, die unter dem Einfluss der osmanischen Musikkultur standen, eine Gruppe von Doppelrohrblattinstrumenten mit trichterförmigem Schallbecher. Sie gehören zu einer großen Familie von Trichteroboen, die mit Abwandlungen des Namens sornay von Nordafrika über den Orient, Zentralasien und Indien bis nach Ostasien verbreitet sind.

## Etymologie
Der Name geht auf persisch sūrnā und alttürkisch suruna zurück. Das türkische z wird als stimmhaftes s ausgesprochen. Im 17. Jahrhundert wurde das Anfangs-s durch ein z ersetzt. Dies geht aus der Beschreibung von Musikinstrumenten im Werk des osmanischen Schriftstellers Evliya Çelebi hervor. Für die Etymologie des persischen Wortes sūrnā/zurna gibt es mehrere Erklärungen. Sūrnā(y) könnte aus der Verbindung von arabisch صور, DMG ṣūr ‚Horn‘ und persisch ney („Rohr“), also „Hornflöte“ hervorgegangen sein. Auch eine alleinige Herkunft aus dem Altpersischen ist denkbar. Die frühesten türkischen Termini für vergleichbare Instrumente der asiatischen Turkvölker waren im 10. Jahrhundert yırağ und yorağ.
Die Kegeloboen haben sich nicht nur mit dem Osmanischen Reich ausgebreitet, sie dürften in manche Gegenden, etwa auf den Balkan, schon vor den türkischen Eroberungen, meist durch dorthin geflüchtete Roma gekommen sein. Die zurna ist ein möglicher Vorläufer der europäischen Schalmei.

## Bauform
Kegeloboen werden aus einem einzigen, kegelförmigen Stück Holz gedrechselt. In der Türkei werden Pflaumenholz, Ebenholz und Aprikosenholz bevorzugt, wobei Wacholderholz, Kirschbaumholz oder Grenadillholz ebenfalls verwendet werden. Die meisten Arten des Zurna-Typs sind im Griffbereich zylindrisch und zur Stürze hin konisch gebohrt. Sie besitzen ein Doppelrohrblatt (kamış), 3–8 Grifflöcher (perde) und ein zur Mitte der Rückseite hin versetztes Daumenloch, zusätzlich manchmal eine Vorrichtung, mit der alternative Töne und Klänge erzeugt werden können. Diese Technik wird allerdings heute nicht mehr genutzt.
Vom Prinzip her handelt es sich um Windkapselinstrumente, da der Spieler das Mundstück meist so tief in den Mund nimmt, dass die Rohrblätter darin frei schwingen und nicht mit den Lippen korrigiert werden können. Dabei hilft ihm eine abnehmbare Lippenstütze aus Kunststoff (Pirouette, türk.: sedef). Dieser Ansatz wird oft in Verbindung mit der Zirkularatmung eingesetzt. Im Schalltrichter, der Stürze, findet man gelegentlich Grifflöchern ähnliche „Teufelslöcher“ (şeytan delikleri), deren klanglicher Sinn und musikalische Verwendung heute nicht mehr geklärt werden können.
Die zurna gibt es in der Regel in dreierlei Größen, türkisch als kaba („groß“ im Sinne von klanggewaltig, wörtlich „dick“), orta („mittel“) und cura („klein“) bezeichnet.

## Spielweise

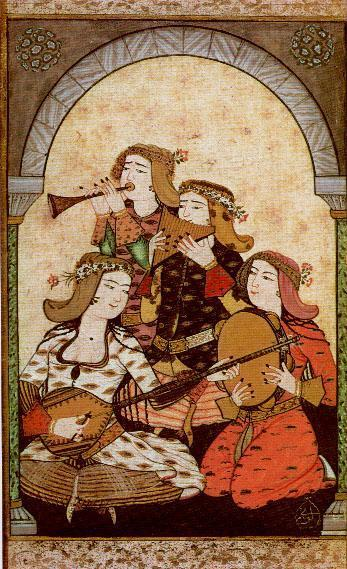
Eine Zurna-Spielerin in einer Gruppe weiblicher Musikanten, osmanische Miniatur von 1720

Zu den Osmanen kam die zurna mit der davul als Geschenk des Seldschukenherrschers Kai Chosrau III. an Osman I. (* um 1258/1259; † 1326). Unter Osman I. war die zurna zunächst fest in höfisch-religiösen Zeremonien, z. B. während des Mittagsgebetes, verankert (nevbet vurmak), gelangte aber auch in die weltliche Fest- und Unterhaltungsmusik des Hofes und etwas später in die Militärmusik mehterhâne der Janitscharen.
In der gleichen Zeit bekam die zurna einen festen Platz in der Volksmusik, besonders in der Musik der religiösen und weltlichen Feste.

### Das Duodavul – zurna
Die große Trommel davul bildete schon sehr früh mit der zurna ein Duo, das für verschiedene Anlässe und in verschiedener Funktion große Bedeutung erlangte. Die davul wird bei diesem Duo stets zuerst genannt, da sie sowohl durch ihre unterschiedlichen Klänge als auch durch ihre rhythmische Leitfunktion sehr bestimmend ist. Die verschieden geschlagenen Klänge und Geräusche bringen dabei wie ein Bordun eine Art musikalische Räumlichkeit zustande. Darüber schwingt sich die Melodie der zurna oder sie ordnet sich dem Rhythmus unter.
In der Volksmusik wird die zurna immer mehr von der Klarinette verdrängt. Die davul-zurna-Musiker werden auch im ländlichen Bereich zunehmend durch technische Medien und ihre traditionellen Musikstücke durch Schlager, Popmusik und Rockmusik ersetzt. Doch auch hier geschieht eine Art Revival. Professionelle Musiker nehmen sich außerhalb des bisherigen soziologischen Kontextes der zurna an.

#### Davul-zurnain der Volksmusik

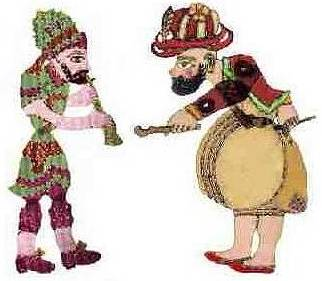
Hacivat mit zurna, Karagöz mit davul

In sehr vielen Ländern, in denen das davul-zurna-Ensemble üblich ist, waren oder sind bestimmte Bevölkerungsgruppen als zu den Festen mit Lied, Tanz und instrumentalen Vorträgen engagierte Wandermusikanten mit davul und zurna unterwegs. Häufig sind das Roma (türk. çingene, seltener çigan oder tsigan), deren Vorfahren bereits mit den Seldschuken nach Anatolien gekommen und dort oder zum großen Teil schon auf dem Weg dorthin zum Islam übergetreten sind. Dadurch erhielten die Roma in den seldschukischen Staaten Rechte wie andere islamische Untertanen, auch später im Osmanischen Reich. Traditionell waren sie Handwerker, Händler und Musiker.
Typisch für die çingene-Musiker ist auch heute noch das Duo davul-zurna.
Schon Abū l-Qāsem-e Ferdousī schreibt im Schāhnāme davon, dass Luri, die den Çingene (Roma) entsprechen könnten, im Jahr 420 n. Chr. von Schah Bahram V. Gur als Musiker aus Indien nach Persien geholt worden seien. „Vieles spricht demnach dafür, dass diese Instrumenten-Symbiose und ihre Praxis aus Indien stammen, Klangwerkzeuge wie Menschen.“ (K. u. U. Reinhard 1984)
Die Verbindung von davul-zurna und Çingene spiegelt sich beispielhaft in der Hauptfigur des türkischen Schattenspiels, das auch in Griechenland, Montenegro und Rumänien gepflegt wurde. Karagöz wird durch seinen Namen (dt. „Schwarzauge“ im Sinne von çingene), durch seine Çingene-Geheimsprache und manchmal durch die Attribute davul und zurna als Çingene charakterisiert.
In der Türkei waren und sind auch meist alevitische Abdāl Wandermusiker. Vor allem sind sie singende ozan und aşık, aber auch Instrumentalisten mit davul und zurna. Sie gelten als turkstämmig. Heute sind sie wie die Çingene-Musiker meist sesshaft.

#### Davul-zurnain der Musik dermehterhâne

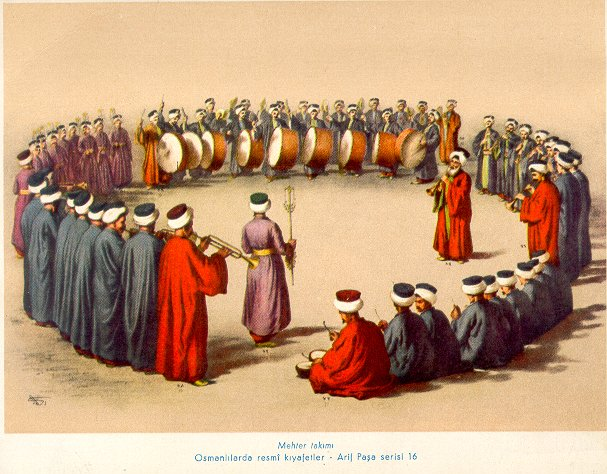
Mehterhane, Bild von 1839, hinten Mitte Davul-Spieler, hinten rechts Zurna-Spieler. Der rotgekleidete zurna-Spieler innerhalb des Kreises ist einer der beiden „Kapellmeister“.

Die eindrucksvolle Klangentfaltung der davul und die anfeuernd durchdringenden Klänge der zurna machten das mit hoheitlichen Bedeutungen versehene Duo dieser beiden Instrumente zum Kernstück der Militärmusik-Ensembles der Osmanen. In der Militärmusik der mehterhâne, auch in der von ihnen entwickelten höfischen Repräsentations- und Unterhaltungsmusik, bildete das davul-zurna-Ensemble zusammen mit weiteren Blas- und Schlaginstrumenten ein nahezu genormtes, chorisch besetztes Orchester für Freiluftveranstaltungen.
1826 wurden die Janitscharenkorps vernichtet und damit auch ihre Militärmusik beseitigt. Der 1828 nach Istanbul berufene, neue italienische Musikdirektor Giuseppe Donizetti formierte Militärkapellen nach europäischem Vorbild. Die zurna wurde durch die Oboe ersetzt. Erst spät im 20. Jahrhundert kam ein hauptsächlich touristisch ausgerichtetes Revival der mehterhane zustande.

### Das Musizieren mit zweizurna
Im gesamten Gebiet, in dem die Zurna-Familie in der Volksmusik Verwendung findet, ist es Brauch, mit verschieden großen zurna gleichzeitig zu musizieren. Das geschieht mit oder ohne Begleitung der davul.
Dabei überwiegen drei, manchmal miteinander vermischte, strukturelle Formen:
- Die kleinere zurna spielt die Melodie, die größere zurna spielt Borduntöne.
- Zwei zurna spielen die gleiche Melodie heterophon.
- Zwei zurna wechseln sich responsorisch ab.

Gerade in solchen Duos kann der melodieführende Musiker die perfekte Beherrschung seines Instrumentes demonstrieren. Sein Spiel ist geprägt von mikrotonischen Abweichungen, Glissandi und Verzierungen mit schnellen Trillern und Nebennoten sowie durch ein Vibrato, das durch den Wechsel des Atmungsdruckes erzeugt wird.

## Außerhalb der Türkei
Mit den osmanischen Eroberungen gelangte die zurna nach Südosteuropa, wo dieser Kegeloboentyp bis heute verbreitet ist: in Nordmazedonien als zurla, in Albanien als surle, in Rumänien als surla und in Bulgarien als zournas. Die im 16. Jahrhundert in Ungarn eingeführte töröksíp war bis zur Mitte des 19. Jahrhunderts verschwunden.
Umherziehende Romamusiker und Juden waren im 19. Jahrhundert in der Türkei wesentlich für die Aufführung des Karagöztheaters und für seine musikalische Begleitung mit davul und zurna zuständig. Derartige Ensemble treten auch auf dem Balkan auf, wo die Trommel meist als tapan (in Griechenland daouli) bekannt ist. In Griechenland und Albanien heißen die Roma-Musiker Yiftoi. Griechische Yiftoi sind praktisch die einzigen Musiker, die üblicherweise bei Hochzeiten als Daouli-und-Zurna-Ensemble aufspielen. Bei Dorffesten und in Verbindung mit der Trommel dohol bei schiitischen Passionsspielen (tazieh) in Iran tritt die sorna ebenfalls häufig auf.
In Armenien gilt die schrille Musik der zurna als sozial niedrig stehend. Sie wird zusammen mit der Zylindertrommel dhol bei Hochzeiten und sonstigen Familienfeiern im Freien gespielt. Im Gegensatz zur zurna steht die in der gepflegten Kammermusik eingesetzte, weicher klingende Kurzoboe duduk und die armenische Längsflöte blul in ungleich höherem Ansehen.